# Papilionella pterophora
Papilionella pterophora is een hydroïdpoliep uit de familie Sertulariidae. De poliep komt uit het geslacht Papilionella. Papilionella pterophora werd in 1993 voor het eerst wetenschappelijk beschreven door Antsulevich & Vervoort. 